# Karangjoho (Badegan)
Karangjoho is een bestuurslaag in het regentschap Ponorogo van de provincie Oost-Java, Indonesië. Karangjoho telt 2721 inwoners (volkstelling 2010).